# Saint-Georges-du-Bois (Maine i Loira)
Saint-Georges-du-Bois és un municipi francès situat al departament de Maine i Loira i a la regió de País del Loira. L'any 2007 tenia 380 habitants.

## Demografia

### Població
El 2007 la població de fet de Saint-Georges-du-Bois era de 380 persones. Hi havia 147 famílies de les quals 25 eren unipersonals (17 homes vivint sols i 8 dones vivint soles), 59 parelles sense fills, 55 parelles amb fills i 8 famílies monoparentals amb fills.
La població ha evolucionat segons el següent gràfic:
Habitants censats

### Habitatges
El 2007 hi havia 181 habitatges, 153 eren l'habitatge principal de la família, 17 eren segones residències i 11 estaven desocupats. 169 eren cases i 12 eren apartaments. Dels 153 habitatges principals, 118 estaven ocupats pels seus propietaris, 28 estaven llogats i ocupats pels llogaters i 7 estaven cedits a títol gratuït; 1 tenia una cambra, 15 en tenien dues, 23 en tenien tres, 35 en tenien quatre i 79 en tenien cinc o més. 131 habitatges disposaven pel capbaix d'una plaça de pàrquing. A 80 habitatges hi havia un automòbil i a 66 n'hi havia dos o més.

### Piràmide de població
La piràmide de població per edats i sexe el 2009 era:
| Homes | Edats   | Dones |
| ----- | ------- | ----- |
| 0     | 95 o +  | 0     |
| 0     | 90 a 94 | 0     |
| 8     | 85 a 89 | 0     |
| 8     | 80 a 84 | 16    |
| 16    | 75 a 79 | 12    |
| 8     | 70 a 74 | 4     |
| 8     | 65 a 69 | 8     |
| 4     | 60 a 64 | 20    |
| 12    | 55 a 59 | 4     |
| 0     | 50 a 54 | 16    |
| 16    | 45 a 49 | 12    |
| 20    | 40 a 44 | 4     |
| 8     | 35 a 39 | 8     |
| 16    | 30 a 34 | 8     |
| 8     | 25 a 29 | 4     |
| 12    | 20 a 24 | 4     |
| 4     | 15 a 19 | 16    |
| 4     | 10 a 14 | 8     |
| 4     | 5 a 9   | 4     |
| 8     | 0 a 4   | 24    |

## Economia
El 2007 la població en edat de treballar era de 237 persones, 172 eren actives i 65 eren inactives. De les 172 persones actives 159 estaven ocupades (89 homes i 70 dones) i 13 estaven aturades (6 homes i 7 dones). De les 65 persones inactives 19 estaven jubilades, 17 estaven estudiant i 29 estaven classificades com a «altres inactius».

### Ingressos
El 2009 a Saint-Georges-du-Bois hi havia 154 unitats fiscals que integraven 425,5 persones, la mediana anual d'ingressos fiscals per persona era de 15.988 €.

### Activitats econòmiques
Dels 7 establiments que hi havia el 2007, 5 eren d'empreses de construcció, 1 d'una empresa d'informació i comunicació i 1 d'una empresa de serveis.
Dels 4 establiments de servei als particulars que hi havia el 2009, 1 era un paleta, 2 guixaires pintors i 1 lampisteria.
L'any 2000 a Saint-Georges-du-Bois hi havia 17 explotacions agrícoles que ocupaven un total de 975 hectàrees.

## Equipaments sanitaris i escolars
El 2009 hi havia una escola elemental.

## Poblacions més properes
El següent diagrama mostra les poblacions més properes.